# リト・ダンテ
リト・ダンテ（Lito Dante、1990年3月8日 - ）は、フィリピンのプロボクサー。ボホール州シエラ・ブロンズ出身。第22代OPBF東洋太平洋ミニマム級王者。

## 来歴
2010年3月27日のプロデビュー戦は判定勝ち。
2016年4月2日にビック・サルダールとWBOアジアパシフィックミニマム級王座決定戦を行い、判定負けを喫し王座獲得に失敗。
2017年6月10日、ケンプトンパークのエンペラーズ・パレスでIBO世界ミニマム級王者シンピウェ・コンコと対戦し、12回0-3(2者が109-119、110-118)の判定負けを喫し王座を獲得出来なかった。
2017年7月29日に後楽園ホールでOPBF東洋太平洋ミニマム級4位小浦翼とOPBF東洋太平洋ミニマム級王座決定戦を行う予定だったが、試合直前で小浦の対戦相手がジェイセヴェー・アブシードに変更。
2019年3月31日、大さん橋ホールでOPBF東洋太平洋ミニマム級王者小浦翼と対戦し、12回1分18秒TKO勝ちを収め王座獲得に成功した。
2019年12月10日に後楽園ホールで重岡優大と48.0キロ6回戦を行い、6回0-3（54-60、55-59×2）で判定負け。
2020年3月17日に後楽園ホールで日本ミニマム級1位の谷口将隆と日本王座決定戦及びOPBF王座初防衛戦を行う予定だったが、新型コロナウィルスの流行により中止となった。
2023年9月12日、後楽園ホールで開催の「フェニックスバトル104」にて石井武志と対戦し、8回2-1（75-75×2、75-77）判定勝ちを収めた。
2023年12月2日、東京都の後楽園ホールにて、高見享介とフライ級8回戦を行い、8回判定0-3（72-80 × 2、73-79）の判定負けを喫した。

## 獲得タイトル
- フィリピンルソン島ミニマム級王座
- WBCインターナショナルミニマム級王座
- 第22代OPBF東洋太平洋ミニマム級王座（防衛0=返上）

## 戦績
- プロボクシング - 31戦16勝11敗4分（8KO）